# Klæbu
Klæbu was een gemeente in de Noorse provincie Trøndelag. De gemeente telde 6050 inwoners in januari 2017. In 2020 werd de gemeente toegevoegd aan Trondheim.
Klæbu ligt 20 kilometer ten zuiden van Trondheim en landbouw vormt er de belangrijkste inkomstenbron. De rivier de Nidelva is een belangrijke energiebron: in de gemeente liggen drie waterkrachtcentrales.
De plaats Tanem maakte deel uit van de gemeente.

## Geboren
- Linda Hofstad Helleland (1977), politica